# Kasteel van Bussière
Het Kasteel van Bussière (Frans: Château de Bussière) is een kasteel in het noorden van de Franse gemeente La Tagnière, bij het dorpje Bussière, in het departement Saône-et-Loire. Het kasteel (de gevels en het dakwerk) is beschermd als historisch monument sinds 22 januari 1996.

## Beschrijving
Het kasteel, tegenwoordig privé-eigendom, is gebouwd op een middeleeuwse motteheuvel, die als wachtpost diende. Zijn beschilderde plafond op de eerste verdieping en de vaste brug over de slotgracht zijn erkend als historisch monument.

## Geschiedenis
Het kasteel van Bussière was in de 11e eeuw een van de versterkte plaatsen in een netwerk van vestingen, dat Île-de-France van Bourgondië scheidde. De heren du Tillet waren tot de Franse Revolutie drie eeuwen lang eigenaars van het kasteel. Ze transformeerden de vesting in de 17e eeuw in een lustverblijf uit geruite bakstenen. De opmerkelijke bijgebouwen dateren uit ca. 1660 en in de prachtige stallen waren de paarden ondergebracht. Op de bovenverdieping werden de oogst en de gemeentebelastingen (korentienden) gestockeerd.
Tijdens de Franse Revolutie moest de familie Tillet het kasteel voorgoed verlaten. In 1814 werd het kasteel gerestaureerd door de familie Chasseval, die er ook haar intrek nam. Vandaag is het nog steeds diezelfde familie die dit erfgoed onderhoudt.
Het park van 70 ha, de Franse tuinen en de uitgestrekte vijver werden uitgetekend door landschapsarchitect André Le Nôtre, de belangrijkste hovenier van Lodewijk XIV, op vraag van Charles du Tillet, voorzitter van de Hoge Raad van koning Lodewijk XIV.
In 1962 stelde Henri de Chasseval, met behulp van zijn echtgenote, het kasteel open voor het publiek en bracht er zijn unieke verzameling kunstwerken over zoetwatervisserij in onder.

## De tuinen

### De moestuin
De moestuin van 1,5 ha die ommuurd en lager gelegen was, was in de 17e eeuw de wijngaard van de heren du Tillet. Er diende ook een groot huisgezin gevoed te worden en de kerk moest worden opgefleurd. De wijngaard werd een moestuin in de 18e eeuw en zou dat blijven. Een centraal gangpad, dat afgezet was met buxus en met geleide fruitbomen, wordt verfraaid door waterputten uit de 18e eeuw. Dwarspaadjes doorkruisen het geheel en vormen 12 grote perken met groenteteelt en fruitbomen.
De moestuin heeft onder meer een groentebed met oude groenten, een perk met geneeskrachtige en aromatische planten, een bloemenperk, komkommerachtigen, en een wijngaard.

### De groentetuin
De groentetuin werd aangelegd in de 18e eeuw ter vervanging van de oude wijngaard van de heer. Het is een anderhalve ommuurde hectare waar fruit, bloemen en groenten van vroeger voor een rijke oogst zorgen.
Vier perken met oude groenten worden er zorgvuldig onderhouden met natuurlijke tuintechnieken, zonder enig chemisch product. Een heel zandrijke grond wordt er bewerkt door een tuinman die instaat voor grondbewerking, aanharken, compostbemesting en afdekken met stro. Men plant er uitgekozen oude groenten zoals koolraap, koolrabi, linzen en snijbieten worden zorgvuldig uitgekozen en bij elkaar geplant.
Door zijn 65 soorten perenbomen en zijn 42 verschillende appelbomen krijgt de boomgaard bijnamen als Sucrée de Gien, cuisse madame en sept en gueule. De boomgaard structureert de paden van de tuin door hagen van snoer- en van geleide bomen.

## Het park
Naast de tuinen bevindt zich het park, ontworpen door Le Nôtre en, iets recenter in de 19e eeuw, door Édouard André. Het park kenmerkt zich onder andere door een grasperk dat oogt alsof het geborduurd is. In de Engelse tuin slingert de Vernisson.
Een klein paadje leidt bij het verlaten van de moestuin tot onder honderdjarige buksbomen naar 14 hutten.